# Materialfetischism
Materialfetischism är en sexuell fetischism för ett visst material. Det kan handla om kläder i det materialet eller ibland rent av materialet i sig. Exempel på material som ofta är förekommande bland materialfetischister är Jeans, lack, läder, latex, spandex och päls.

## Läder
Läderfetischism är namnet som populärt används på den fetischistiska dragningen till människor som bär läder eller i vissa fall, även kläder i läder i sig. Lukten av läder och dess knakande ljud är ofta ett erotiskt stimuli för denna form av fetischister. Även läderuniformer är ofta en del av denna fetischism. Kombinationen av läder och uniformer symboliserar ofta makt och auktoritet. Läder kan även poleras för att bli glansigt och kan dessutom göras i ljusa färger för att öka den visuella upplevelsen för att där med öka fetischistens sexuella upplevelse.
Känslan av åtsittande läder kan även ses som en sorts sexuell bondage. Mycket bondageutrustning är även gjort i läder. Detta ledde till att uttrycket ’’läderkultur’’ började användas på 1960-talet för att förklara en specifik amerikansk sadomasochistisk subkultur.

## Latex
Latexfetischism är namnet som populärt används på den fetischistiska dragningen till människor som bär latex eller i vissa fall, även kläder i latex i sig. Ibland omnämns det även som gummifetischism eftersom latex är en typ av gummi. Engelskspråkiga latex/gummifetischister kallar sig ibland för ’’Rubberists’’. Det finns idag ingen utbredd svensk term som denna grupp använder.
Latexfetischism infattar ofta att klä sig i materialet, att se det bäras av en sexuell partner eller fantasier om att bärare av från tighta latexkläder som blir som en andra hud till skyddskläder som används bland annat inom industrier för att skydda bäraren. En annan vanlig stereotyp är bilden av dominatrixen som bär en hudnära latexcatsuit, vanligen i svart.

## Lack
Lackfetischism är namnet som populärt används på den fetischistiska dragningen till människor som bär lack eller i vissa fall, även kläder i lack i sig. Lackfetischister är nära knutna till latexfetischister och refererar till blanka kläder gjorda av lack eller polyvinylklorid, mer känt som PVC.
En undergrupp till lackfetischisterna är de som gillar regnkläder. Ibland, men inte alltid den genomskinliga varianten av regnkläder.